# День независимости Республики Молдова
День незави́симости Респу́блики Молдо́ва (рум. Ziua Independenței) — национальный праздник Республики Молдова, которым отмечается принятие Декларации о независимости и фактический выход из состава СССР. Официальный государственный праздник и выходной день.

## История
27 августа 1991 года в Молдавской ССР было созвано Великое национальное собрание, в результате которого Парламент проголосовал за принятие Декларации о независимости.
В этот день Президент Республики Молдова обращается с поздравительной речью к нации. В столице страны — Кишинёве и других городах республики проходят различные праздничные мероприятия. В сельской местности проводят ярмарки, и распродажи, проходят концерты, в многих городах устанавливаются аттракционы, в центре города на площади чаще всего устанавливаются игральные ларьки, для всеобщих развлечений. В Кишинёве торжества проходят на площади Великого национального собрания.
В домах культуры демонстрируют народные обычаи.
Завершает День независимости праздничный салют.